# Druhá vláda Sebastiana Kurze
Druhá vláda Sebastiana Kurze byla vláda Rakouské republiky vedená spolkovým kancléřem Sebastianem Kurzem, která úřadovala od 7. ledna 2020 do 11. října 2021 na koaličním půdorysu lidové strany (ÖVP) a Zelených.

## Členové vlády
| Člen vlády            | Člen vlády              | Úřad                                                          | Období ve funkci | Období ve funkci          | Strana      | Strana        |             |
| Portrét               | osoba                   | Úřad                                                          | nástup           | odchod                    | Strana      | Strana        |             |
| Kancléřství           | Kancléřství             | Kancléřství                                                   | Kancléřství      | Kancléřství               | Kancléřství | Kancléřství   | Kancléřství |
| --------------------- | ----------------------- | ------------------------------------------------------------- | ---------------- | ------------------------- | ----------- | ------------- | ----------- |
|                       | Sebastian Kurz          | kancléř                                                       | 7. ledna 2020    | 11. října 2021            |             | ÖVP           |             |
|                       | Werner Kogler           | vicekancléř ministr umění, kultury, státní správy a sportu    | 7. ledna 2020    | pokračování v další vládě |             | Zelení        |             |
| Ministři bez portfeje |                         |                                                               |                  |                           |             |               |             |
|                       | Karoline Edtstadlerová  | ministryně pro Evropu a ústavu                                | 7. ledna 2020    | pokračování v další vládě |             | ÖVP           |             |
|                       | Susanne Raabová         | ministryně pro ženy a integraci                               | 7. ledna 2020    | pokračování v další vládě |             | ÖVP           |             |
| Ministři              |                         |                                                               |                  |                           |             |               |             |
|                       | Karl Nehammer           | ministr vnitra                                                | 7. ledna 2020    | pokračování v další vládě |             | ÖVP           |             |
|                       | Alexander Schallenberg  | ministr zahraničních věcí                                     | 7. ledna 2020    | 11. října 2021            |             | ÖVP           |             |
|                       | Alma Zadićová           | ministryně spravedlnosti                                      | 7. ledna 2020    | pokračování v další vládě |             | Zelení        |             |
|                       | Rudolf Anschober        | ministr sociálních věcí, zdravotnictví a ochrany spotřebitele | 7. ledna 2020    | 13. dubna 2021            |             | Zelení        |             |
|                       | Wolfgang Mückstein      | ministr sociálních věcí, zdravotnictví a ochrany spotřebitele | 19. dubna 2021   | pokračování v další vládě |             | Zelení        |             |
|                       | Christine Aschbacherová | ministr práce, rodiny a mládeže                               | 7. ledna 2020    | 9. ledna 2021             |             | ÖVP           |             |
|                       | Martin Kocher           | ministr práce, rodiny a mládeže                               | 11. ledna 2021   | pokračování v další vládě |             | nestr. za ÖVP |             |
|                       | Klaudia Tannerová       | ministryně obrany                                             | 7. ledna 2020    | pokračování v další vládě |             | ÖVP           |             |
|                       | Heinz Faßmann           | ministr školství, vědy a výzkumu                              | 7. ledna 2020    | pokračování v další vládě |             | nestr. za ÖVP |             |
|                       | Leonore Gewesslerová    | ministryně dopravy a životního prostředí                      | 7. ledna 2020    | pokračování v další vládě |             | Zelení        |             |
|                       | Elisabeth Köstingerová  | ministryně zemědělství, regionů a turistiky                   | 7. ledna 2020    | pokračování v další vládě |             | ÖVP           |             |
|                       | Margarete Schramböcková | ministryně pro ekonomiku                                      | 7. ledna 2020    | pokračování v další vládě |             | ÖVP           |             |
|                       | Gernot Blümel           | ministr financí                                               | 7. ledna 2020    | pokračování v další vládě |             | ÖVP           |             |